# Alexandre Chevassut
Alexandre Chevassut est un espion puis journaliste de presse écrite français né en 1767 et mort en 1834.

## Biographie
Né dans le Jura, Alexandre Chevassut arrive à Paris à la veille de la Révolution française. Il s'y fait engager comme valet de chambre par Germaine de Staël. Lorsque celle-ci doit quitter la France en 1792, il devient son homme de main dans la capitale, opérant sur ses ordres depuis l'ambassade de Suède, rue du Bac. Il accomplit pour elle une foule de démarches complexes, comme par exemple approcher d'urgence Georges Jacques Danton pour obtenir le remboursement de sommes dues à Jacques Necker. Il fait même, à cause d'elle, un court séjour en prison.
Après s'être dégagé de ses responsabilités en invoquant des raisons familiales, il se met à sillonner l'Europe dans le cadre d'affaires louches. Il devient alors espion avant d'obtenir de l'Empire une place d'inspecteur général à la Régie des Tabacs, place qu'il perd à la Restauration. Il prend alors une part active à la contestation du nouveau régime de Louis XVIII.
D'une part, il contribue et même dirige à deux reprises le titre Le Constitutionnel, qui cristallise l'opposition au retour à l'ordre ancien. D'autre part, il organise chez lui, rue des Saints-Pères, ou dans sa villa de la vallée de Montmorency, L'Hermitage, des réunions politiques où se côtoient les adversaires des Bourbons. Ces activités lui permettent de fréquenter très régulièrement Antoine Jay, Jacques-Antoine Manuel, Benjamin Constant ou le jeune Adolphe Thiers, entre autres.
Alexandre Chevassut joue également un rôle déterminant pour le jeune Nicole Robinet de La Serve, qu'il loge dans son hôtel particulier, à qui il marie sa fille et qu'il fait entrer au journal. Il meurt en 1834.